# Słód karmelowy
Słód karmelowy powstaje z jęczmiennego słodu mokrego poddanego prażeniu w temperaturze 150-180 °C, w celu uzyskania pożądanej barwy ziarn. Słód karmelowy można uzyskać również ze słodu wysuszonego i następnie ponownie nawilżonego i podgrzanego do temperatury 70 °C. W tej temperaturze następuje proces tzw. żelowania. Ziarno staje się bardzo miękkie, a skrobia pod wpływem enzymów amolitycznych zamienia się w cukry proste i aminokwasy. Słód podgrzewany jest następnie do temperatury 150-180 °C, która powoduje, że wytworzone wcześniej cukry ulegają karmelizacji tworząc substancje barwne.
Słód karmelowy stosowany jest głównie w piwowarstwie do produkcji piw ciemnych. Dodawany jest on do zacieru w ilości 3-5% ogólnej ilości słodu w celu zwiększenia intensywności barwy brzeczki oraz nadania piwu słodkiego lub karmelowego aromatu i smaku.
W zależności od barwy wyciągu wodnego otrzymywanego ze słodu karmelowego wyróżnia się trzy gatunki:
- karapils
- karmelowy jasny
- karmelowy ciemny